# Brits Cyprus
Cyprus stond van 1878 tot 1960 onder het bestuur van het Verenigd Koninkrijk. Voor die tijd werd het eiland Cyprus bestuurd door het Ottomaanse Rijk, maar op 4 juni 1878 sloten de Ottomanen en de Britten de Conventie van Cyprus waarbij de Ottomanen het bestuur over Cyprus overdroegen aan het Verenigd Koninkrijk. In ruil hiervoor zegden de Britten toe de Ottomanen te zullen steunen tegen een eventuele Russische agressie jegens het Ottomaanse Rijk. Cyprus bleef officieel nog wel een onderdeel van het Ottomaanse Rijk. In 1914 kwamen de Britten en de Ottomanen echter tegenover elkaar te staan in de Eerste Wereldoorlog, waarop de Britten de Conventie van Cyprus annuleerden en het eiland annexeerden. Na de oorlog werd het Britse gezag over Cyprus bevestigd in het Verdrag van Sèvres en het Verdrag van Lausanne en in 1925 maakten de Britten het eiland tot een kroonkolonie. De kroonkolonie werd in 1960 de onafhankelijke Republiek Cyprus, met uitzondering van de militaire bases in Akrotiri en Dhekelia die onder Brits gezag bleven.

## Joodse interneringskampen
In de interneringskampen in Brits Cyprus bracht het Britse leger Joden onder die werden onderschept tijdens hun  illegale immigratie naar het Mandaatgebied Palestina. In totaal bestonden van augustus 1946 tot januari 1949 twaalf kampen verspreid over het eiland, waar in totaal ruim 53.000 mensen werden ondergebracht. Toen 1948 Israël een onafhankelijke staat werd huisvestten de Cypriotische kampen 28.000 Joden. In februari 1949 verlieten de laatste gedetineerden de kampen.

## Aansluiting bij Griekenland
Ten tijde van het Britse gezag over Cyprus waren er grote politieke problemen vanwege het verlangen onder een groot deel van de (Griekse) bevolking naar een enosis, een aansluiting bij Griekenland. De enosis werd een internationale kwestie nadat de Griekse koning Paul zich in 1948 uitsprak voor aansluiting van Cyprus en een Griekse petitie hierover werd aangenomen door de Verenigde Naties. Ondanks internationale druk gingen de Britten, die hun militaire basis op het eiland niet wilden verliezen, hiermee niet akkoord, waardoor de Grieks-Cypriotische afscheidingsbeweging EOKA in 1955 een gewelddadig conflict startte tegen de Britse overheersers. Het Turkse deel van de bevolking daarentegen was tegen een enosis met Griekenland en kwam in 1957 met het plan voor een taksim, een opdeling van het eiland in een Grieks en een Turks deel. Het conflict kwam in 1959 ten einde met de Akkoorden van Zürich en Londen waarbij een ongedeeld Cyprus een onafhankelijke republiek werd en de Britten hun militaire bases in Akrotiri en Dhekelia behielden. In 1974 kwam het tot een staatsgreep op het eiland waarbij de nieuwe leiders opteerden voor aansluiting van het eiland bij Griekenland. In reactie hierop bezette Turkije het noordelijke deel van het eiland, dat tegenwoordig de facto onafhankelijk is als de Turkse Republiek Noord-Cyprus.